# Lesina (torrente)
La Lesina (Lésna in bergamasco) è un torrente della provincia di Bergamo.

## Percorso
Il torrente nasce alle pendici de monte Albenza a 380 metri. La Lesina prende corpo a monte della Cascina Cabacaccio a Carosso di Almenno San Bartolomeo, scorre quindi a nord della piana tra Palazzago e Barzana, nei pressi degli abitati di Brocchione, Longoni e Montebello, ed entra quindi in Barzana e Brembate di Sopra, dove riceve le acque del torrente Bregogna, o Borgogna.
La Lesina prosegue quindi verso Locate di Ponte San Pietro, dove riceve le acque del Prezzate. Viene quindi attraversato dalla statale Briantea e dalla ferrovia Bergamo-Carnate ed attraversa quindi il territorio di Presezzo. Superata la nuova Briantea, la Lesina attraversa Bonate Sopra e Bonate Sotto, rimanendone ad est, quindi soprappassa la Derivazione Basso Brembo (Roggia Masnada) e raggiunge i magredi del Brembo.
Dopo aver attraversato parte del territorio dell'isola bergamasca la Lesina affluisce nel fiume Brembo in territorio di Bonate Sotto, all'altezza dell'abitato di Madone, dopo circa 32 km dalla sua sorgente.

## Affluenti
- Torrente Bregogna o Borgogna: affluente principale della Lesina, il Bregogna nasce dalle pendici del Monte Linzone in località Cà Bassa nella valle della Malanotte in comune di Palazzago a 1230 metri sul mare. Quindi scende alla frazione di Burligo, dove riceve le acque del ruscello Borghetto. Attraversa quindi tutta Palazzago (dove riceve il torrente di Val Calcarola), mantenendosi parallelo al Lesina a sud della piana, così come tutta Barzana. Dopo la frazione Arzenate il Bregogna affluisce nella Lesina in territorio di Brembate di Sopra.
- Torrente Prezzate